# Fan (film)
Pour les articles homonymes, voir Fan.
Pour plus de détails, voir Fiche technique et Distribution.
Fan est un film indien de Bollywood réalisé par Maneesh Sharma, et sorti en 2016.

## Scénario

### Première partie
Gaurav Chandna est un fan inconditionnel et obsessionnel de la superstar de Bollywood, Aryan Khanna. Il a le béguin pour Neha, son amie et voisine qui travaille dans un centre d'appels. Le visage de Gaurav présente une étrange similitude avec celui d'Aryan, ce qui l'aide à remporter le spectacle de talents locaux en imitant Aryan. Encouragé par ses parents, il s'embarque pour un voyage en train à Mumbai afin de rencontrer Aryan et de lui présenter le trophée gagné en se faisant passer pour lui.
Lorsque Sid Kapoor, un autre acteur, exprime à la presse ses sentiments durs à propos d'Aryan, Gaurav devient furieux et le bat, puis réussit à se faire excuser auprès d'Aryen pendant qu'il enregistre les faits. La vidéo est téléchargée sur Internet, où Aryan la voit et fait arrêter Gaurav. Gaurav est battu sans pitié en prison, où Aryan le réprimande avec colère, déclarant que Gaurav n'est pas son fan et que c'est lui qui l'a fait arrêter. Gaurav demande cinq minutes en tant que fan à Aryan, sur le moment  Aryan  refuse, lui demandant pourquoi il lui donnerait ne serait-ce que cinq secondes de son temps. Dévasté, Gaurav rentre chez lui et brûle tous ses souvenirs, jurant de se venger d'Aryan pour avoir refusé ses 5 minutes d'entretien.

### Deuxième partie
Un an plus tard, à Londres, Gaurav se rend au musée de cire Madame Tussauds, imitant ainsi Aryan et créant intentionnellement un chaos qui conduit à l'arrestation d'Aryan par la police. Libéré sous caution, Aryan reçoit un appel de Gaurav qui lui révèle ce qu'il a fait et propose de cesser de troubler Aryan s'il s'excuse. Aryan refuse et Gaurav se déguise en tant que membre de l'équipage du défilé Aryan.
Aryan doit se produire lors du mariage de la fille d'un milliardaire à Dubrovnik, en Croatie. Après avoir présenté un spectacle de danse, Aryan reçoit une carte avec le message "Dis pardon" et réalise que Gaurav est à proximité. Pendant ce temps, Gaurav se présente en aryen et agresse la fille du milliardaire. Le milliardaire réprimande le véritable Aryen et le fait quitter l’événement. Dehors, Aryan repère Gaurav et le poursuit, bien que Gaurav s'échappe. L'incident de molestation est rapporté par les médias, entraînant une réputation ternie et le boycottage des émissions d'Aryan.
Gaurav s'introduit dans la maison d'Aryan en Inde et vandalise sa collection de trophées, effrayant même son épouse Bela et ses enfants. Aryan rend visite aux parents de Gaurav et rencontre Neha, sa voisina et son coup de cœur. Avec leur aide, Aryan incarne Gaurav au spectacle de talents local; il déclare l'amour de Gaurav à Neha, provocant la colère de l'auditoire. Cela a pour effet de déclencher la fureur Gaurav, qui tire sur Aryan avec une arme à feu. Aryan poursuit Gaurav et le soumet après un combat sanglant. Aryan demande à Gaurav de renoncer à l'imiter et de mener une vie normale. Gaurav répond en disant à Aryan qu'il a détruit sa vie et lui rappelle qu'il ne s'est pas encore excusé. Gaurav se jette du toit devant Aryan, mourant le sourire aux lèvres.
Le nom d'Aryan est lavé de toutes les controverses, mais le calvaire le hante et son nom est lié à celui de Gaurav, tant dans son esprit que dans les yeux du public. Lors de son prochain anniversaire, Aryan se rend sur le toit pour saluer ses fans. Lorsqu'il est sur le point de se retourner, il aperçoit Gaurav parmi la foule et lui sourit, sur lequel il se tourne vers la foule avec plus de respect et d'appréciation.

## Fiche technique
- Titre original : Fan
- Langue : Hindi, Anglais
- Réalisation : Maneesh Sharma
- Production : Aditya Chopra
- Pays de production :  Inde
- Société de production : Yash Raj Films
- Société de distribution : StudioCanal UK, Yash Raj Films, Netflix
- Dates de sortie :
  -  Inde et  Royaume-Uni : 15 avril 2016
  -  France : 16 avril 2016
- Genre : Drame
- Durée : 138 minutes

## Distribution
- Shah Rukh Khan : Aryan Khanna/Gaurav Chandna
- Shriya Pilgaonkar : Neha
- Waluscha de Sousa : Bela Khanna
- Yogendra Tiku : père de Gaurav
- Deepika Amin : mère de Gaurav
- Sayani Gupta : Sunaina
- Taher Shabbir : Sid Kapoor

## Bande originale
Fait rare pour un film indien, le film ne possède pas de chanson au milieu de film. La bande originale de Fan consiste en une seule musique absente du film, composé par Vishal-Shekhar, "Jabra Fan.
La première version en hindi a été publiée le 16 février 2016. La bande originale est sortie le 28 mars 2016 et comprenait 13 pistes, qui sont des versions dans différentes langues de "Jabra Fan".

## Production

### Idée originale
Après avoir été assistant réalisateur dans la maison de production Yash Raj Films pour les Fanaa et Aaj Nachle, Maneesh Sharma a lu le scénario de Fan écrite par Aditya Chopra en 2006. Chopra a estimé que le film était trop ambitieux pour un premier film et lui a conseillé d'abandonner l'idée. Yash Chopra a rapporté l'histoire à Shah Rukh Khan en 2006, et ce dernier était intéressé par le projet. L'idée de Fan est venue de l'observation par Sharma des désirs et des attentes des fans vis-à-vis des célébrités qu'ils admiraient. Sharma a estimé que le concept n'avait pas été beaucoup exploré au cinéma.

### Casting
Le 16 décembre 2013, Yash Raj Films a annoncé le projet avec Shah Rukh Khan en tant qu'acteur principal et Maneesh Sharma en tant que réalisateur. Le projet a fait l'objet de discussions pendant plus d'un an avant que Khan ait accepté de signer l'accord. Le 25 mars 2014, il a été annoncé que Greg Cannom développerait le look de Khan dans le film et serait responsable des effets de maquillage spéciaux. Khan a subi une numérisation 3D pour son apparence de jeune garçon. Il a déjà été rapporté que Khan devait jouer un garçon âgé de 17 ans dans le film. Khan a commencé à travailler sur le film avant la sortie de son projet précédent, Happy New Year, et a subi un relooking pour le film. Selon Khan, Fan est un film "familial". Il voulait faire un "film intense mais commercialement viable".
Au milieu de spéculations, Khan a confirmé que le film aurait deux héroïnes, mais a ajouté que le film "n'exigeait pas une grande star féminine". Le mannequin Waluscha de Sousa (en) a joué un rôle important dans le film. Elle a été retenue après une audition avec Shanoo Sharma. Ileana D'Cruz, Vaani Kapoor et Parineeti Chopra ont toutes les deux été considérées pour le rôle avant le casting de De Sousa. Elle avait déjà joué avec Khan dans quelques publicités. 
Le film marque aussi l'attribution d'un rôle majeur à Shriya Pilgaonkar (en), la fille de Sachin Pilgaonkar (en). Elle a été sélectionnée après une audition. 
Les dialogues ont été écrits par Sharat Kataria et Habib Faisal. Manu Anand et Namrata Rao ont été embauchés respectivement comme directeur de la photographie et éditeur. Parveen Shaikh et Oh Sea Young ont dirigé l'action du film. Sayani Gupta, Deepika Amin et Yogendra Tiku ont également joué un rôle dans le film. Gupta a été choisie après que Shanoo ait été impressionnée par sa performance à Margarita avec une paille.

### Tournage et post-production
Les prises de vues principales ont débuté en juillet 2014. Le film a été tourné à Mumbai, en Croatie, à Londres et à Delhi. En octobre 2014, Khan a annoncé qu'il avait terminé le tournage en 20 jours pour Fan. Certaines parties du film ont été tournées devant la résidence de Khan à Mannat.
En avril 2015, Fan est devenu le premier film tourné chez Madame Tussauds à Londres. La statue de Khan a été temporairement déplacée dans le London Eye pour y être filmée. Le tournage s'est poursuivi en Croatie malgré une blessure au genou subie par Khan lors du tournage d'une séquence d'action.  India Today a rapporté que Khan était de retour à Mumbai en avril.
En novembre, Khan révéla que le film utilisait des dialogues de l'un de ses anciens films, Baazigar. Le 16 novembre 2015, Khan est retourné à Delhi pour un tournage supplémentaire. En novembre 2015, il a été annoncé que le tournage du projet était terminé. En janvier 2016, le visuel du tournage de la chanson "Jabra Fan" a été révélé.La chanson a été tournée dans les rues de Delhi.
Pour doubler le rôle de Gaurav, Khan devait moduler sa voix. Parallèlement aux effets visuels, des prothèses ont été utilisées pour que Khan paraisse plus jeune. La production a été réalisée sur un budget estimé à 850 millions de livres sterling. 
Produit par Chopra sous le label Yash Raj Films, qui a distribué le film, son montage final a duré 142 minutes au total. Les dialogues ont été écrits par Sharat Kataria, tandis que Habib Faisal a co-écrit le scénario avec Sharma.